# Yves (single)
Pour les articles homonymes, voir Yves.
Singles de Loona
Mix & Match
(2017) Chuu
(2017)
Yves est le neuvième single du projet de pré-débuts du girl group sud-coréen Loona. Il est sorti en version numérique le 28 novembre 2017 par Blockberry Creative. Il introduit officiellement Yves et contient deux chansons, « new » et « D-1 ».

## Liste des pistes
| Yves | Yves  | Yves                                 | Yves                                       | Yves        | Yves  | Yves | Yves | Yves | Yves |
| No   | Titre | Paroles                              | Musique                                    | Arrangement | Durée |      |      |      |      |
| ---- | ----- | ------------------------------------ | ------------------------------------------ | ----------- | ----- | ---- | ---- | ---- | ---- |
| 1.   | new   | Park Ji-yeon (MonoTree), Jaden Jeong | Brooke Toia, Daniel Caesar, Ludwig Lindell |             | 3:05  |      |      |      |      |
| 2.   | D-1   | G-High (MonoTree)                    | G-High, Choi Yong-kyung (MonoTree)         | G-High      | 3:19  |      |      |      |      |
| 6:24 |       |                                      |                                            |             |       |      |      |      |      |

## Classements
| Classement                            | Meilleures positions | Ventes                |
| ------------------------------------- | -------------------- | --------------------- |
| Corée du Sud Gaon Weekly Album Chart  | 18                   | - COR : plus de 2 411 |
| Corée du Sud Gaon Monthly Album Chart | 51                   | - COR : plus de 2 411 |